# Hanjiang
 For alternative betydninger, se Hanjiang (flertydig). (Se også artikler, som begynder med Hanjiang)
Hanjiang (汉江; pinyin: Hànjiāng) i Folkerepublikken Kina, tidligere kaldt Hanshui (漢水; Hàn Shuǐ), er den længste biflod til Chang Jiang, og er 1.532 km lang og har et afvandingsområde på 174.300 km². 
Han-floden  har sine kilder i den sydvestlige del af provinsene  Shaanxi og løber så ind i Hubei. Den forener sig med Chang Jiang i storbyen Wuhan. Sammenløbet  deler byen i tre dele: Wuchang, Hankou og Hanyang.
Den største biflod er Dan Jiang, som er reguleret vest for storbyen Nanyang (i Henan) med Danjiangkoudæmningen, der blev bygget i 1950'erne. Danjiangkou-reservoiret er den største kunstige sø i Kina.